# Мартин (певец)
Мартин (настоящее имя — Михаи́л Алексе́евич Смирно́в; род. 30 апреля 2003, Москва) — российский певец, музыкальный продюсер, автор песен, аранжировщик, представитель России на Детском Евровидении 2015, финалист второго сезона телевизионного шоу «Голос. Дети», многократный победитель и обладатель гран-при российских и международных вокальных конкурсов.

## Биография
Родился 30 апреля 2003 года в Москве в семье математиков. Родители окончили механико-математический факультет Московского Государственного Университета имени М. В. Ломоносова.
Начал заниматься вокалом в 3 года. Его мама окончила музыкальную школу, играла на фортепиано, и именно она привила сыну любовь к музыке. В детстве мальчик заикался, и врач посоветовал ему заняться пением, что и привело его в вокальную студию. Постепенно набираясь навыков, стал выступать на различных конкурсах и занимать призовые места. В 8 лет педагогом по вокалу стала Людмила Симон. Под её руководством он вышел на профессиональный уровень и добился значимых побед в престижных вокальных конкурсах, в том числе приняв участие в шоу Голос. Дети (финалист второго сезона) и Детском Евровидении — 2015 (6-е место среди 17 стран), а также стал актёром музыкального театра «Айвенго», где сыграл более 200 спектаклей. С 2015 по 2017 год был ведущим программы о детских видеоклипах «Горячая десяточка» на телеканале «Карусель». В 2017 году окончил музыкальную школу им. А. А. Алябьева по классу эстрадно-джазового вокала с «красным» дипломом. Тогда же начал самостоятельно писать песни, а также аранжировки, основав собственную музыкальную студию. До 2021 года выступал как Миша Смирнов. В 2022 году взял новое сценическое имя Мартин, поскольку родители изначально хотели назвать его этим именем в честь лидера группы Depeche Mode Мартина Гора.

## Карьера певца

### Миша Смирнов (2017—2021)
В 2017 году Миша начал самостоятельно писать песни. 12 марта 2017 года состоялась премьера первой песни «Парашют», которая к 22 апреля достигла I места в Хит-параде Детского радио.
23 апреля вышел второй сингл «Виражи», на который был снят видеоклип, собравший более 1 миллиона просмотров на YouTube. Песня также была использована в постановке «Маленький принц» театра «Айвенго».
29 мая состоялся релиз первой дуэтной работы совместно с участницей первого сезона шоу «Голос. Дети» Ариной Даниловой — «Не хватает». Клип на песню набрал более 16 миллионов просмотров на YouTube.
15 июля состоялся релиз песни «Прости», на которую спустя год был снят видеоклип (более 4 миллионов просмотров на YouTube). В клипе снялись популярные подростковые блогеры Саша Айс, Софа Купер, Карина Аракелян, KirillFelix и другие.
19 мая 2018 года состоялся релиз дебютного альбома-микстейпа «15», состоящего из ранее выпущенных синглов. Альбом получил такое название, во-первых, по количеству треков, вошедших в него, а, во-вторых, по сроку, за который они вышли — на написание всех песен ушло 15 месяц. Помимо сольных песен несколько треков на нём записаны с коллегами по проекту «Голос. Дети» — Ариной Даниловой, Алисой Кожикиной и Кириллом Скрипником.
30 сентября вышел ЕP-альбом — «Тишина». Он стал первым релизом, в котором помимо текста и музыки, также все аранжировки были написаны Мишей самостоятельно.
11 ноября в московском клубе «16 тонн» состоялся первый большой сольный концерт артиста.
5 января 2019 года Миша выступил с первым сольным концертом в Санкт-Петербурге.
29 марта увидел свет третий ЕР-альбом — «Высота». Альбом поднялся на 36 место в топ-чарте Apple Music в разделе поп-музыка, а в iTunes Store стал 17-м в разделе поп-музыка. Песня «Что скажут другие» на первой же неделе попала в плейлист «Лучшее за неделю».
31 марта концертом в Нижнем Новгороде начался сольный гастрольный тур Миши в поддержку альбома «Высота». Другими городами стали Самара, Оренбург, Уфа, Челябинск, Екатеринбург, Пермь и Москва, концертом в которой 21 апреля завершился тур.
1 ноября вышел четвёртый альбом — «Разбитая гитара», который достиг 35-го места в топ-чарте Apple Music в разделе поп-музыка, а в iTunes Store стал 14-м в разделе поп-музыка. Сольный концерт по случаю выхода альбома прошел с аншлагом 24 ноября 2019 года в московском клубе «16 тонн».
В 2020 году у артиста вышло несколько удачных синглов, в том числе дуэт «Розы» с Катей Адушкиной.
19 марта 2021 года состоялся релиз пятого EP-альбома — «Вечеринка без интернета». После этого артист взял творческий перерыв на полтора года, который посвятил развитию как саунд-продюсер.

### Мартин (2022 — настоящее время)
В декабре 2022 года артист взял новое сценическое имя Мартин, под которым начал выпускать авторские песни.
25 сентября 2023 года сервис Яндекс Музыка включил песни Мартина в плейлист «Искра» с треками молодых артистов, быстро набирающих популярность в сервисе «Моя волна». В результате 5 октября песня «целый мир» попала на 64-е место в чарте Яндекс Музыка.
1 марта 2025 года в московском клубе «Урбан» (вместимость 1100 зрителей) прошел первый крупный сольный концерт артиста.

## Карьера саунд-продюсера
Помимо песен для себя, с 2017 года Мартин выступает автором аранжировок и треков для других артистов, блогеров, тиктокеров.
Первым опытом стала песня «Я бы хотела всё узнать» для певицы Вероники Устимовой, с которой она заняла 2-е место в российском национальном отборе на конкурс Детское Евровидение — 2017. Позднее выступил автором аранжировок для белорусского артиста ARSI для проекта «Песни» на телеканале ТНТ, а также для всех песен с авторского альбома Арины Даниловой «Сомнения». Также сотрудничал с такими артистами как HARU, группа NKI, Никита Златоуст, Мимимижка, Соня SLEEPY, KIRILL FELIX, Даша Волосевич и другими.
В январе 2021 года выступил саунд-продюсером трека Вани Дмитриенко «Венера-Юпитер», который взлетел на 1-е место топ-чартов Apple Music, ВКонтакте и Яндекс. Музыка, а также получил премию «Золотой граммофон». Это стало отправной точкой для создания собственной музыкальной студии «CHILL STUDIO», клиентами которой являются топовые блогеры и артисты, в том числе MIA BOYKA, Хабиб, Джарахов, Ваня Дмитриенко, Катя Адушкина, Диана Анкудинова, участники XO Team (Мари Сенн, Gary Grey, ALISHA, Тимур Сорокин), Nelly Mes, а также артисты ведущих музыкальных лейблов — Мот, Natan, Анет Сай (лейбл Black Star), Григорий Лепс, IOWA, Lovv66, MIRAVI, Жасмин, Escape, Idris & Leos, DAASHA, ASAMMUEL и другие.
В 2022 году попробовал себя в качестве композитора к хоррор-сериалу «Шаг в пустоту» (ТВ-3) с Марком Богатырёвым в главной роли.
В августе 2023 года дебютировал как приглашенный битмейкер в YouTube-шоу «Биг Коллаб», где победил в команде с артистами Кисло-Сладкий и ALISHA, спродюсировав для них трек «Оставь меня где-то».

## Телепроект «Голос. Дети»
Первую попытку попасть на телепроект «Голос. Дети» Миша предпринял летом 2013 года, когда принимались заявки на участие в первом сезоне шоу. Тогда, по итогам рассмотрения заявок, он был приглашён на кастинг в Останкино, но до этапа «слепых» прослушиваний допущен не был.
За следующий год Миша заметно вырос в вокальном плане и в июне 2014 года вновь подал заявку на участие, на этот раз во втором сезоне шоу «Голос. Дети». Удачно спев на кастинге в Останкино песни «Warm & Fuzzy» и «Замок из дождя», Миша был допущен до «слепых» прослушиваний.
Изначально съёмки данного этапа были запланированы на октябрь 2014 года, но из-за болезни Максима Фадеева их перенесли на ноябрь. На «слепых» прослушиваниях Миша исполнял песню Майкла Джексона «Ben», и уже на середине композиции к нему почти одновременно повернулись Дима Билан и Пелагея. Миша выбрал в качестве наставника Пелагею.
В следующем этапе «Поединки», съёмки которого проходили в феврале 2015 года, Миша исполнил в трио с Дмитрием Устиновым и Георгием Долголенко песню Демиса Руссоса «Souvenirs». Выступление этой тройки было признано телезрителями одним из самых запоминающихся во всем проекте, а сами мальчики стали кумирами десятков тысяч девчонок по всей России. По решению наставницы — Пелагеи — из тройки в следующий этап «Песня на вылет» прошёл именно Миша Смирнов. На этапе «Песня на вылет», съёмки которого состоялись в тот же день, Миша исполнил песню «Ben» и по решению наставницы прошёл в финал конкурса.
В финале, который состоялся 17 апреля 2015 года, Миша исполнил французскую песню «S.O.S. d’un terrien en detresse». По итогам зрительского голосования он не прошёл в суперфинал шоу.

## Детское Евровидение

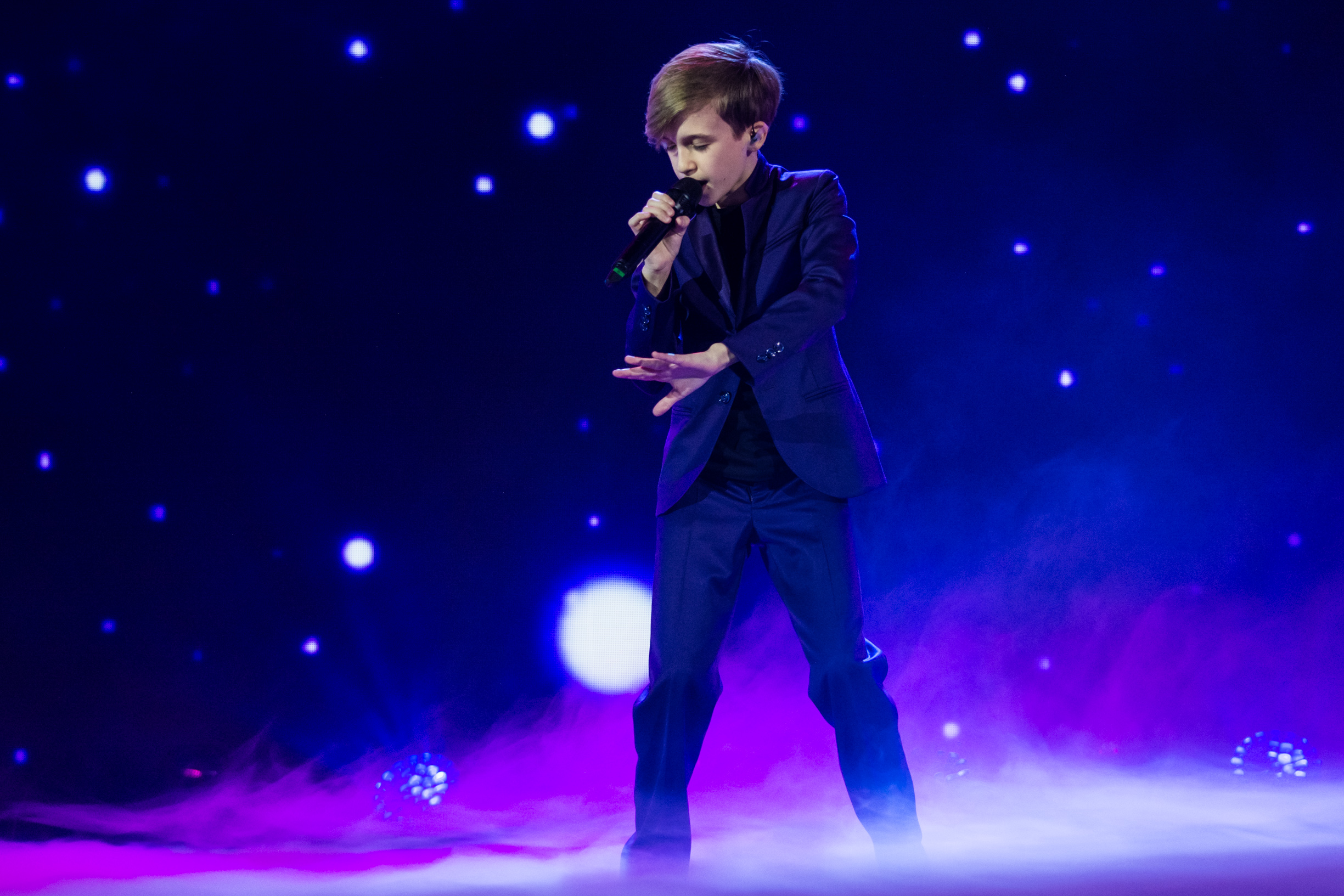
Михаил Смирнов на Детском Евровидении — 2015

В 2015 году Миша стал победителем российского национального отбора на международный конкурс Детское Евровидение. Представителя России выбирали зрители через интернет-голосование, а также звёздное жюри, в которое вошли Филипп Киркоров, Игорь Крутой, Нюша, Юлия Савичева, Юлия Началова. По итогам интернет-голосования Миша занял 2-е место, жюри единогласно поставило его на первую строчку.
21 ноября 2015 года в столице Болгарии городе Софии прошёл финал Детского Евровидения. По результатам жеребьёвки Мише выпало выступать под 8-м номером среди 17 участников из разных стран Европы, а также Австралии. По итогам международного голосования Миша занял 6 место, набрав 80 баллов.
В 2016 году Миша стал одним из членов жюри российского национального отбора на Детское Евровидение — 2016, который прошёл в Артеке 15 августа (трансляция на телеканале «Карусель» — 16 августа). А 20 ноября выступал на конкурсе на Мальте в качестве глашатая, объявляя результаты голосования российского жюри.

## Актёр

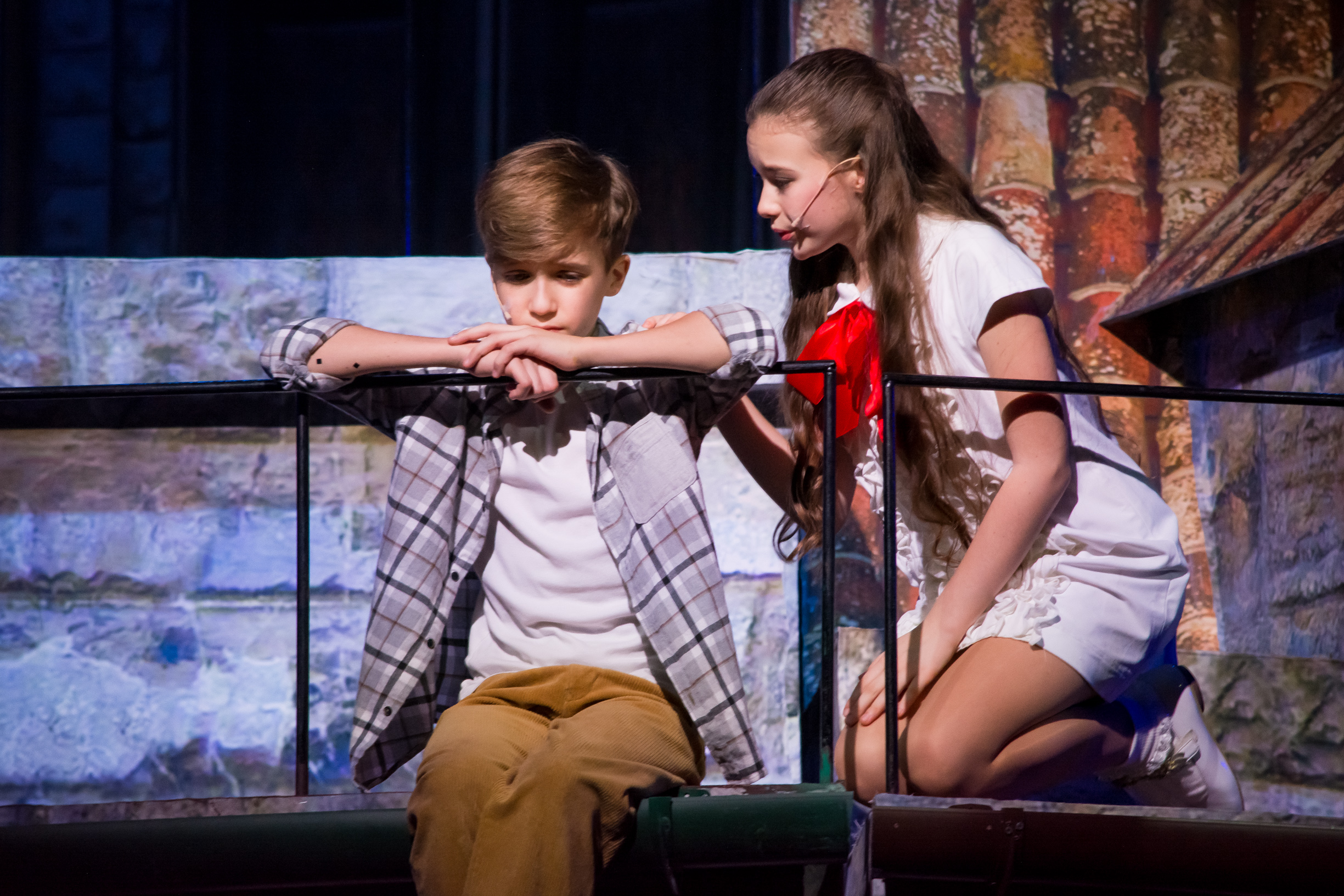
Михаил Смирнов и Вероника Устимова в мюзикле «Баллада о маленьком Сердце»

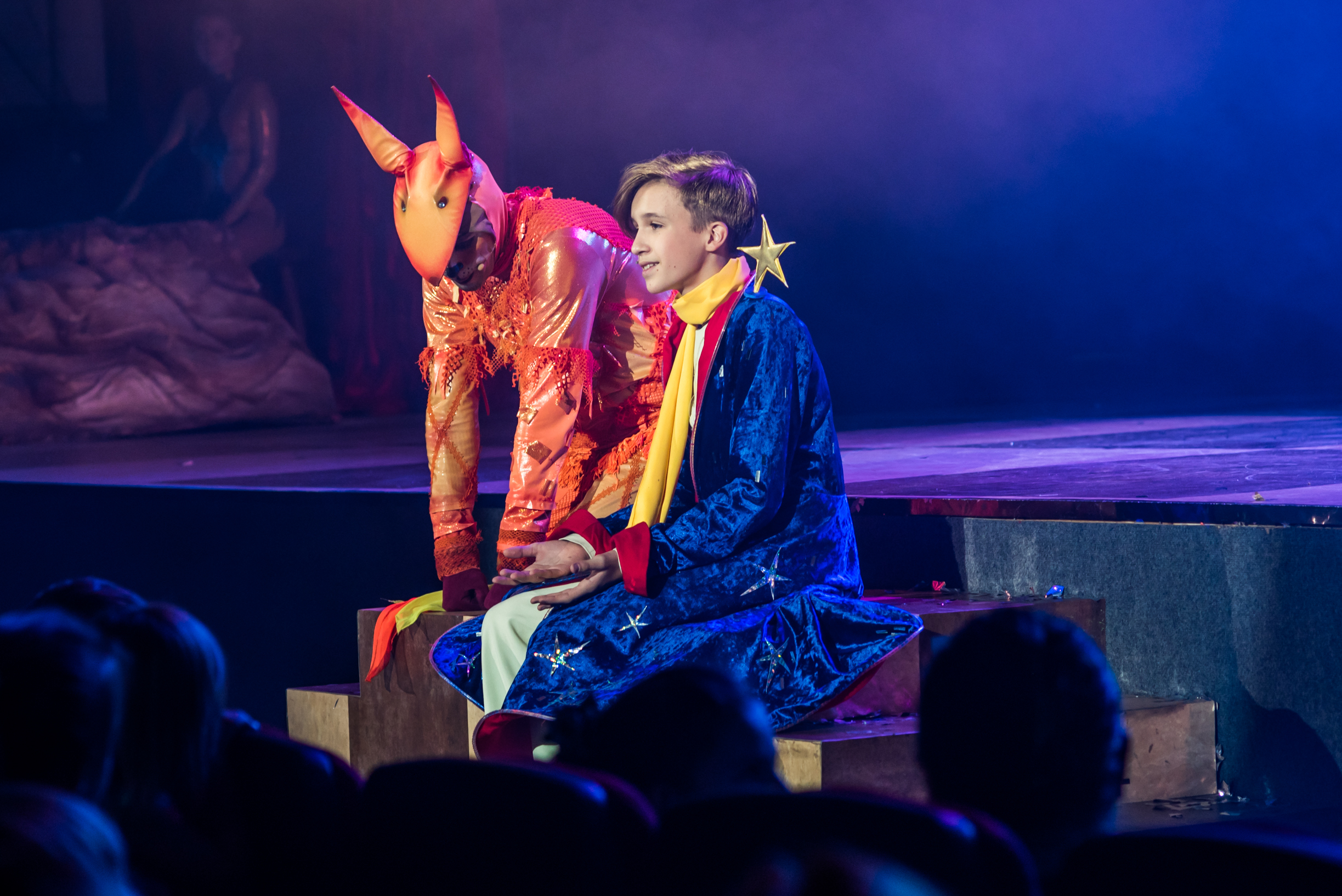
Михаил Смирнов в шоу «Маленький принц»

Помимо занятий «чистым» вокалом, Миша в течение 5 лет (с 2012 по 2017 год) участвовал в театральных постановках в качестве солиста-вокалиста и драматического актёра.
В 2012 году композитор Владислав Сташинский, автор музыки и либретто к мюзиклу «Маугли» в театре Московская оперетта, пригласил Мишу на главную роль Маугли в обновлённую версию мюзикла «Мы одной крови!». Премьера мюзикла состоялась в мае 2012 года в Московском международном доме музыки (премьера новой версии состоялась 11 июня 2013 г.).
С ноября 2013 года по январь 2015 года выступал в музыкальном театре «Аквамарин», исполняя роль Джима Хокинса в популярном мюзикле «Остров сокровищ».
В декабре 2015 года в театре «Айвенго» состоялась премьера нового мюзикла «Баллада о маленьком сердце», в котором Миша играл главную роль Алёшки.
Через год, в декабре 2016 года «Цирк чудес» театра «Айвенго» представил новогоднее шоу «Волшебный подарок Деда Мороза», где Миша сыграл главную роль — Никиту — мальчика, не верящего в чудеса.
30 сентября 2017 года в «Цирке чудес» состоялась премьера ещё одного шоу с участием Миши, в котором он сыграл главную роль — «Маленький принц». Вместе с ним выступали Ирина Уханова (ведущая «Ревизорро. Дети») и Евгений Егоров (вокалист группы «Эпидемия»).

## Продюсерская дискография
| Трек                                                                                              | Артист                                 | Год  |
| ------------------------------------------------------------------------------------------------- | -------------------------------------- | ---- |
| «Венера-Юпитер» (#1 Apple Music, #1 Яндекс Музыка, #1 ВКонтакте, премия «Золотой граммофон» 2021) | Ваня Дмитриенко                        | 2021 |
| «Параноик» (# 2 Apple Music в жанре Поп среди альбомов, треки 3, 4, 5, 7, 8, 9, 10)               | Ваня Дмитриенко                        | 2023 |
| «Trust» EP (#6 Apple Music в жанре Поп)                                                           | ALISHA (ХО Team)                       | 2022 |
| «Лего» (#8 Apple Music в жанре Поп)                                                               | Ваня Дмитриенко                        | 2022 |
| «Стерва» (#10 Apple Music в жанре Поп)                                                            | Ваня Дмитриенко                        | 2021 |
| «Все не так» (#19 Apple Music в жанре Поп)                                                        | Анет Сай (Black Star), Ваня Дмитриенко | 2021 |
| «Бейби» (#20 Яндекс Музыка, #36 ВКонтакте)                                                        | Григорий Лепс, Ваня Дмитриенко         | 2022 |
| «31-я весна» (#29 Яндекс Музыка)                                                                  | Ваня Дмитриенко                        | 2022 |
| «Танцы под дождем» (#45 Apple Music в жанре Поп)                                                  | MIA BOYKA, Ваня Дмитриенко             | 2021 |
| «Бывшая» (#40 чарт ВКонтакте)                                                                     | Даша Волосевич, Вика Коробкова         | 2021 |
| «Давай помиримся» (#41 чарт ВКонтакте)                                                            | Idris & Leos                           | 2022 |
| «Одна» (#43 Apple Music в жанре Поп)                                                              | ALISHA (ХО Team)                       | 2021 |
| «Сердце» (#45 Яндекс Музыка)                                                                      | Nelly Mes                              | 2023 |
| «А что если…» (#47 чарт ВКонтакте)                                                                | Idris & Leos                           | 2023 |
| «Холодом по спине» (#49 чарт ВКонтакте)                                                           | Lovv66, Мартин                         | 2024 |
| «Пропал» (#49 чарт ВКонтакте)                                                                     | ALISHA (ХО Team), SEEMEE               | 2023 |
| «Пускай» (#51 Apple Music в жанре Поп)                                                            | Ваня Дмитриенко                        | 2021 |
| «Сердце не игрушка» (#55 чарт ВКонтакте, #60 Apple Music в жанре Поп)                             | ASAMMUELL                              | 2021 |
| «Не в моменте» (#98 чарт ВКонтакте)                                                               | Джарахов, ASAMMUELL                    | 2023 |
| «Прощай» (#85 чарт ВКонтакте)                                                                     | Escape                                 | 2022 |
| «Последний шот»                                                                                   | Natan (Black Star)                     | 2021 |
| «Открытка»                                                                                        | Хабиб, Ваня Дмитриенко                 | 2021 |
| «Катя, возьми телефон»                                                                            | Влад Соколовский, Катя Адушкина        | 2021 |
| «Оставь меня где-то»                                                                              | Кисло-Сладкий, ALISHA                  | 2023 |
| «Растаяли дни»                                                                                    | Тринадцать карат, Мина                 | 2023 |
| «Антисошл»                                                                                        | Катя Адушкина                          | 2021 |
| «Она так хороша»                                                                                  | ALISHA (ХО Team)                       | 2023 |
| «Say my name»                                                                                     | Nelly Mes                              | 2023 |
| «Без тебя»                                                                                        | DAASHA                                 | 2022 |
| «Uzi»                                                                                             | ALISHA (ХО Team)                       | 2021 |
| «Васильки»                                                                                        | DAASHA                                 | 2022 |
| «Хочу быть» (EP 6 треков)                                                                         | Lina Lee                               | 2022 |
| «Dollar»                                                                                          | Zolotova                               | 2022 |
| «36,6»                                                                                            | Ваня Дмитриенко                        | 2021 |
| «Депрессия»                                                                                       | Eva Miller & Gary Grey (ХО Team)       | 2021 |
| «OnlyFans»                                                                                        | Gary Grey (ХО Team)                    | 2021 |
| «Рваные форcы»                                                                                    | TIM (Тимур Сорокин, ХО Team)           | 2021 |
| «Недруг»                                                                                          | BAD BARBIE (ХО Team)                   | 2021 |
| «Без тебя»                                                                                        | Kristi Krime (ХО Team)                 | 2021 |
| «Останусь как раньше»                                                                             | BEEMBI (ХО Team)                       | 2021 |
| «Километры»                                                                                       | МИNА                                   | 2022 |
| «Девочка с душой котёнка»                                                                         | ROULLY                                 | 2021 |
| «Не держись за мудака»                                                                            | ALEX&RUS                               | 2021 |
| «Доктора»                                                                                         | Mimimizhka & FELIX                     | 2021 |
| «Титры»                                                                                           | Ева Барац                              | 2021 |
| «Враг или друг»                                                                                   | Софа Купер feat. FELIX                 | 2021 |
| «Шип»                                                                                             | HARU                                   | 2020 |
| «Я шучу»                                                                                          | Sleepy & Никита Златоуст               | 2020 |
| «Лали 17»                                                                                         | FELIX                                  | 2020 |
| «Хватит грустить»                                                                                 | Real girl                              | 2020 |
| «Феррари»                                                                                         | Mimimizhka                             | 2020 |
| «Айс Крим»                                                                                        | Лиза Дидковская                        | 2020 |
| «Улетай»                                                                                          | Рапунцель                              | 2020 |
| «Свобода» (альбом 10 треков)                                                                      | Даша Волосевич                         | 2020 |
| «Сумерки» (EP 5 треков)                                                                           | NKI                                    | 2020 |
| «Сомнения» (альбом 9 песен)                                                                       | Арина Данилова                         | 2019 |

## Вокальная дискография
| Оценки критиков | Оценки критиков |
| Источник        | Оценка          |
| --------------- | --------------- |
| InterMedia      | [ 30 ]          |

### Студийные альбомы
| Год  | Название                  |
| ---- | ------------------------- |
| 2018 | «15» / «DREAMERBØY»       |
| 2018 | «Тишина»                  |
| 2019 | «Высота»                  |
| 2019 | «Разбитая гитара»         |
| 2021 | «Вечеринка без интернета» |
| 2024 | «ещё один день»           |
| 2025 | «пока лето не кончилось»  |

#### «15» / «DREAMERBØY»
Слова и музыка всех песен — Михаил Смирнов.
| №   | Название           | Длительность |
| --- | ------------------ | ------------ |
| 1.  | «Твое имя»         | 3:42         |
| 2.  | «Вечность»         | 3:40         |
| 3.  | «Прости»           | 3:52         |
| 4.  | «Не хватает»       | 3:30         |
| 5.  | «Луна»             | 3:13         |
| 6.  | «Убегай»           | 2:47         |
| 7.  | «Моим светом»      | 3:12         |
| 8.  | «Ты далеко»        | 3:18         |
| 9.  | «Были счастливы»   | 3:09         |
| 10. | «03»               | 3:12         |
| 11. | «Ночной изгой»     | 3:36         |
| 12. | «Парашют»          | 3:26         |
| 13. | «Описать тебя»     | 3:02         |
| 14. | «Одному не пройти» | 3:14         |
| 15. | «Виражи»           | 3:10         |

#### «Тишина»
Слова и музыка всех песен — Михаил Смирнов.
| №  | Название         | Длительность |
| -- | ---------------- | ------------ |
| 1. | «Вспоминай меня» | 2:40         |
| 2. | «Эхо»            | 3:42         |
| 3. | «Новые раны»     | 3:16         |
| 4. | «Тишина»         | 3:10         |
| 5. | «24 / 7»         | 3:22         |
| 6. | «Оставь себе»    | 3:15         |

#### «Высота»
Слова и музыка всех песен — Михаил Смирнов.
| №  | Название                | Длительность |
| -- | ----------------------- | ------------ |
| 1. | «Последнее письмо тебе» | 3:37         |
| 2. | «Игра»                  | 3:10         |
| 3. | «Что скажут другие»     | 3:25         |
| 4. | «Первый снег»           | 3:57         |
| 5. | «Не до меня»            | 3:48         |
| 6. | «Высота»                | 3:25         |

#### «Разбитая гитара»
Слова и музыка всех песен — Михаил Смирнов.
| №  | Название                  | Длительность |
| -- | ------------------------- | ------------ |
| 1. | «Велик»                   | 3:13         |
| 2. | «Под твоим окном»         | 2:42         |
| 3. | «Домино»                  | 2:54         |
| 4. | «Разбитая гитара»         | 3:05         |
| 5. | «Раз, два, три»           | 2:51         |
| 6. | «Магнит»                  | 2:48         |
| 7. | «Стресс, слёзы»           | 2:35         |
| 8. | «До восхода (feat. ARKH)» | 3:09         |
| 9. | «Мне нужно время»         | 3:04         |

#### «Вечеринка без интернета»
Слова и музыка всех песен — Михаил Смирнов.
| №  | Название              | Длительность |
| -- | --------------------- | ------------ |
| 1. | «Интроверт»           | 2:14         |
| 2. | «Драма»               | 2:30         |
| 3. | «Гипноз»              | 2:16         |
| 4. | «В середине сентября» | 2:30         |
| 5. | «Пульс»               | 2:19         |

#### «ещё один день»
| №  | Название                          | Автор(ы)                        | Длительность |
| -- | --------------------------------- | ------------------------------- | ------------ |
| 1. | «ещё один день»                   | Михаил Смирнов                  | 3:07         |
| 2. | «временно»                        | Михаил Смирнов, Архипп Лебедев  | 3:26         |
| 3. | «фоткаю на глаза»                 | Михаил Смирнов                  | 2:42         |
| 4. | «что со мной? feat. LUVERANCE»    | Михаил Смирнов, Георгий Рычагов | 2:59         |
| 5. | «я подожду новый рассвет»         | Михаил Смирнов                  | 2:24         |
| 6. | «на моих плечах (мысли в 4 утра)» | Михаил Смирнов                  | 2:46         |

#### «пока лето не кончилось»
| №  | Название              | Автор(ы)                    | Длительность |
| -- | --------------------- | --------------------------- | ------------ |
| 1. | «спектакль окончен»   | Михаил Смирнов              | 2:46         |
| 2. | «это называют любовь» | Михаил Смирнов              | 2:52         |
| 3. | «ты случилась»        | Михаил Смирнов, Павел Попов | 2:21         |
| 4. | «наше последнее лето» | Михаил Смирнов, Павел Попов | 3:01         |

### Синглы

#### Миша Смирнов
| Год  | Название                                   | Дата выпуска     | Примечание                                                     |
| ---- | ------------------------------------------ | ---------------- | -------------------------------------------------------------- |
| 2017 | «Парашют»                                  | 12 марта 2017    | К 22 апреля песня достигла I места в Хит-параде Детского радио |
| 2017 | «Виражи»                                   | 23 апреля 2017   | Снят видеоклип, более 1 млн просмотров на YouTube              |
| 2017 | «Ночной изгой»                             | 13 мая 2017      |                                                                |
| 2017 | «Не хватает» (feat. Арина Данилова)        | 29 мая 2017      | Снят видеоклип, более 16 млн просмотров на YouTube             |
| 2017 | «Описать тебя»                             | 24 июня 2017     |                                                                |
| 2017 | «Прости»                                   | 15 июля 2017     | Снят видеоклип, более 4 млн просмотров на YouTube              |
| 2017 | «Вечность»                                 | 5 августа 2017   |                                                                |
| 2017 | «03»                                       | 28 октября 2017  |                                                                |
| 2017 | «Убегай»                                   | 25 ноября 2017   |                                                                |
| 2017 | «Были счастливы»                           | 30 декабря 2017  |                                                                |
| 2018 | «Твоё имя»                                 | 3 февраля 2018   |                                                                |
| 2018 | «Одному не пройти» (feat. Кирилл Скрипник) | 23 февраля 2018  |                                                                |
| 2018 | «Луна»                                     | 8 марта 2018     |                                                                |
| 2018 | «Ты далеко» (feat. Алиса Кожикина)         | 29 апреля 2018   |                                                                |
| 2018 | «Новые раны»                               | 23 сентября 2018 |                                                                |
| 2018 | «Не до меня»                               | 30 декабря 2018  |                                                                |
| 2019 | «Что скажут другие»                        | 29 марта 2019    |                                                                |
| 2019 | «Под твоим окном»                          | 25 октября 2019  |                                                                |
| 2020 | «Холод»                                    | 14 февраля 2020  |                                                                |
| 2020 | «Розы» (feat. Катя Адушкина)               | 13 марта 2020    |                                                                |
| 2020 | «Твоих друзей»                             | 29 мая 2020      |                                                                |
| 2020 | «Память»                                   | 26 июня 2020     |                                                                |
| 2020 | «Оставила»                                 | 10 июля 2020     |                                                                |
| 2020 | «Плакала»                                  | 20 октября 2020  |                                                                |

#### Мартин
| Год  | Название                              | Дата выпуска     | Примечание                                                                    |
| ---- | ------------------------------------- | ---------------- | ----------------------------------------------------------------------------- |
| 2022 | «плачь»                               | 2 декабря 2022   | Снято mood-video                                                              |
| 2022 | «снегопадом»                          | 23 декабря 2022  |                                                                               |
| 2023 | «аморе»                               | 31 марта 2023    | Снято mood-video                                                              |
| 2023 | «тает» (feat. ALLA)                   | 27 июня 2023     | Снят видеоклип                                                                |
| 2023 | «целый мир»                           | 21 июля 2023     | # 64 в чарте Яндекс Музыка (05.10.2023) # 63 в чарте ВК Беларусь (13.08.2024) |
| 2023 | «позову звёзды смотреть на тебя»      | 15 августа 2023  |                                                                               |
| 2023 | «одинокие квартиры» (feat. NELLY MES) | 22 сентября 2023 |                                                                               |
| 2023 | «зеркала»                             | 17 октября 2023  |                                                                               |
| 2023 | «город»                               | 14 ноября 2023   |                                                                               |
| 2023 | «зачеркни меня на память»             | 12 декабря 2023  |                                                                               |
| 2024 | «выдыхаю в потолок свои мысли»        | 6 февраля 2024   | Снят видеоклип                                                                |
| 2024 | «холодом по спине» (feat. Lovv66)     | 16 февраля 2024  | # 49 в чарте ВК (17.02.2024)                                                  |
| 2024 | «ведь никто не ждёт домой»            | 12 марта 2024    |                                                                               |
| 2024 | «тебя вспоминать»                     | 23 апреля 2024   |                                                                               |
| 2024 | «моя любовь»                          | 31 мая 2024      |                                                                               |
| 2024 | «салют»                               | 5 июля 2024      |                                                                               |
| 2024 | «словно в париже»                     | 13 августа 2024  |                                                                               |
| 2024 | «в который раз»                       | 27 сентября 2024 |                                                                               |
| 2025 | «болью»                               | 24 января 2025   |                                                                               |
| 2025 | «жду тебя»                            | 7 марта 2025     |                                                                               |
| 2025 | «мечта» (remake)                      | 18 апреля 2025   |                                                                               |
| 2025 | «просто-пусто»                        | 25 июля 2025     |                                                                               |

## Видеография
| Год  | Название                            | Режиссёр                       |
| ---- | ----------------------------------- | ------------------------------ |
| 2015 | «Огромное небо»                     | Евгений Горман                 |
| 2015 | «Мечта»                             | Наталья Лопатина               |
| 2017 | «Виражи»                            | Эрадж Нидоев, Наталья Лопатина |
| 2017 | «Не хватает» (feat. Арина Данилова) | Дарья Данилова                 |
| 2018 | «Прости»                            | Семён Кретов                   |
| 2019 | «Под твоим окном»                   | Екатерина Боловцова            |
| 2022 | «плачь» (Мартин, mood video)        | Маргарита Шиповская            |
| 2023 | «аморе» (Мартин, mood video)        | Ярчи Зе                        |
| 2023 | «тает» (Мартин feat. ALLA)          | Миша Кафард                    |
| 2024 | «выдыхаю в потолок свои мысли»      | Ваня Воротынцев                |

## Карьера

### 2012 год
- Главная роль в мюзикле «Мы одной крови» (Маугли)[источник не указан 134 дня]

### 2013 год
- Главная роль в мюзикле «Остров Сокровищ» театра «Аквамарин» (Джим Хокинс)[источник не указан 134 дня]
- Гран-при международного детского и юношеского конкурса-фестиваля «Колыбель России» в номинации «эстрадный вокал соло»[31]
- Гран-при всероссийского фестиваля-конкурса юных исполнителей «Одарённые дети России» в номинации «эстрадный вокал соло»[32]
- Лауреат I степени международного фестиваля-конкурса «Московское созвездие» в номинации «эстрадный вокал»[источник не указан 134 дня]

### 2014 год
- Гран-при международного вокального конкурса молодых исполнителей «Веселый ветер» им. Исаака Дунаевского в номинации «эстрадно-джазовый вокал»[источник не указан 134 дня]
- Лауреат I степени московского международного фестиваля им. А. С. Даргомыжского в номинации «эстрадный вокал»[источник не указан 134 дня]
- Озвучивание мультипликационного сериала «Пчелография» (студия RG&RG)[33]

### 2015 год

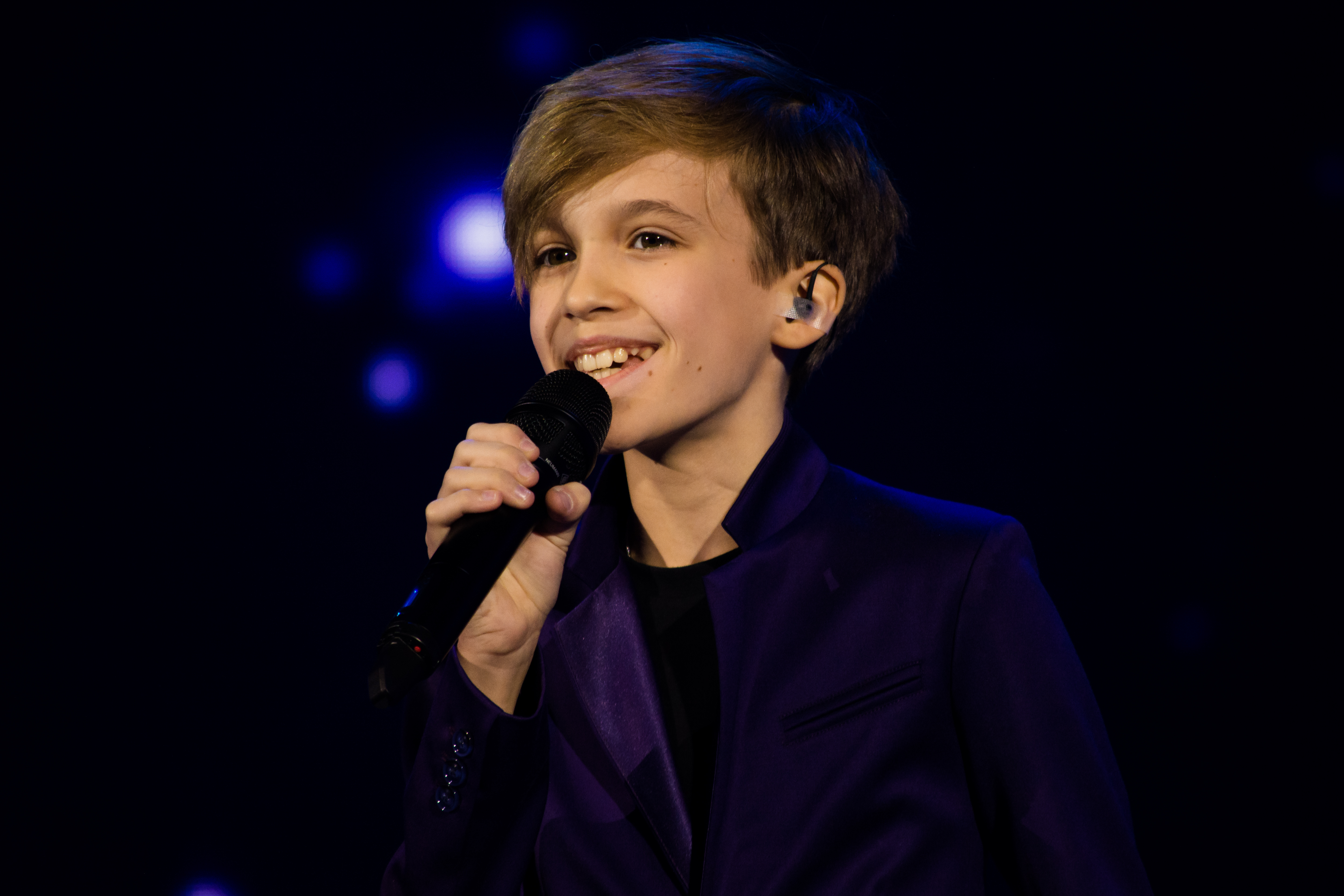
Михаил Смирнов на Детском Евровидении — 2015

- Финалист второго сезона телевизионного шоу «Голос. Дети» на Первом канале[источник не указан 134 дня]
- 6 место на Детском Евровидении 2015[1]
- Ведущий программы «Горячая десяточка» на телеканале «Карусель»[источник не указан 134 дня]
- Главная роль в мюзикле «Баллада о маленьком сердце» театра «Айвенго» (Алёшка)[источник не указан 134 дня]
- Премия Правительства Москвы, как одному из 100 талантливых обучающихся детей Московских образовательных организаций[34]
- Гран-при международного конкурса талантливых детей «Московское созвездие» в номинации «эстрадный вокал»[источник не указан 134 дня]
- Гран-при международного конкурса-фестиваля «Московское Время» в номинации «эстрадный вокал»[источник не указан 134 дня]
- Выступление на Красной площади на концерте, посвященном 70-летней годовщине Дня Победы, перед Президентом России и главами других государств (эфир Первого канала)[источник не указан 134 дня]

### 2016 год

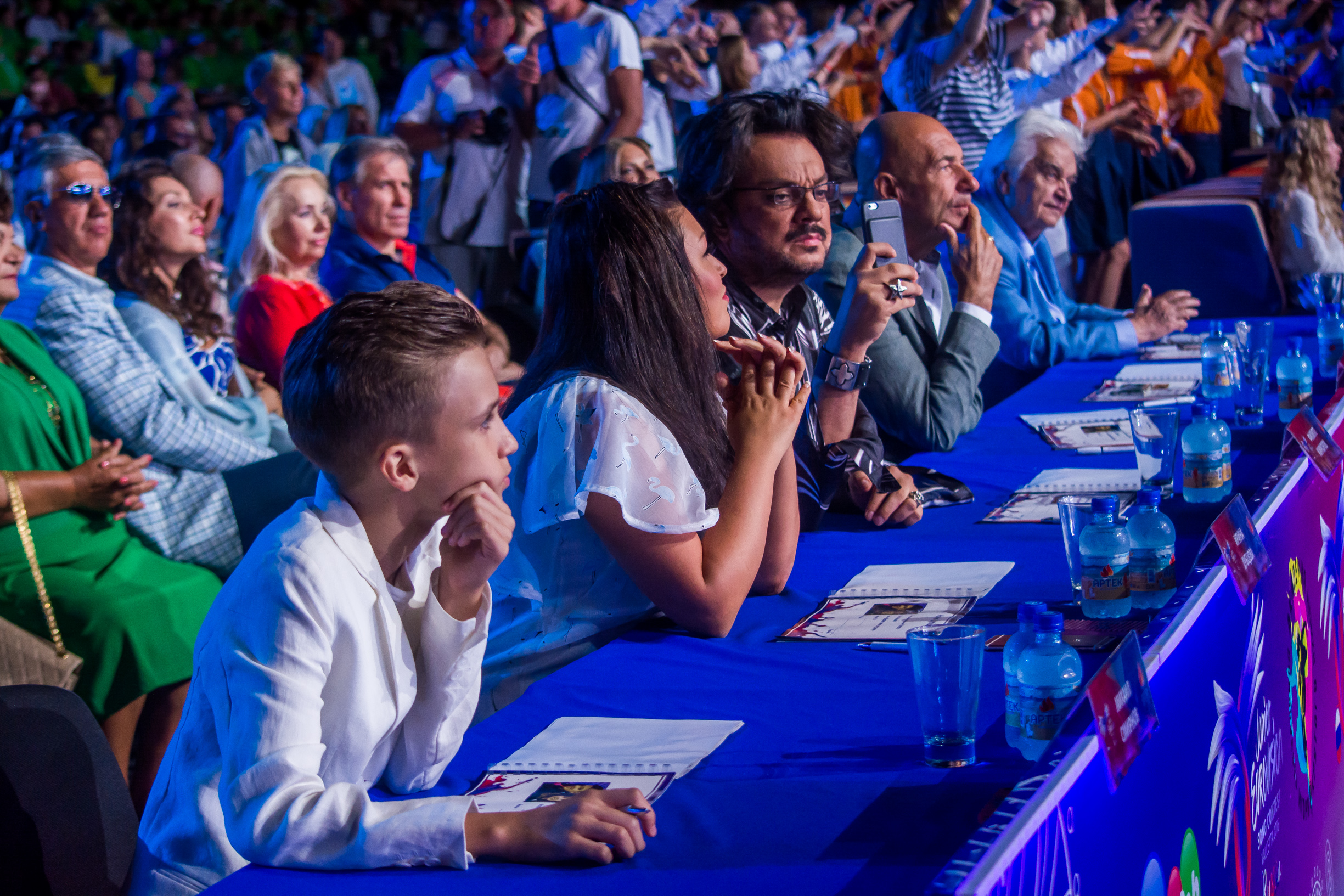
Михаил Смирнов в жюри на российском отборе на Детское Евровидение 2016

- Участник концертной программы Национального конкурса красоты «Мисс Россия 2016»[35]
- Участник гала-концерта Фестиваля детского танца «Светлана» под патронатом примы-балерины Большого театра, народной артистки РФ Светланы Захаровой[36]
- Соведущий с Алексеем Кортневым на Церемонии вручения Национальной премии добрых дел «Сможем вместе»[37]
- Вместе с Игорем Крутым, Львом Лещенко, Филиппом Киркоровым, Ириной Дубцовой и Евгением Крылатовым стал одним из членов жюри национального отбора на Детское Евровидение 2016, который прошёл в Артеке 15 августа (трансляция на телеканале «Карусель» — 16 августа)[18]. А 20 ноября выступал на конкурсе на Мальте в качестве глашатая, объявляя результаты голосования российского жюри.

### 2017 год
- Дуэт с Ольгой Бузовой на новогоднем телевизионном концерте телеканала СТС[источник не указан 134 дня]
- Победитель в номинации «Певец года» по версии SOUND KIDS AWARD[источник не указан 134 дня]
- Участник торжественного открытия XIX Всемирного фестиваля молодежи и студентов в Сочи (исполнил гимн России)[источник не указан 134 дня]
- Ведущий национального конкурса «Главные герои 2017» (эфир телеканала «Карусель») совместно с Александром Олешко и Валерией Ланской[источник не указан 134 дня]

### 2018 год
- Выпуск дебютного альбома авторских песен «15»[источник не указан 134 дня]
- Победитель в номинации «Дуэт года» (за песню «Не хватает» совместно с Ариной Даниловой на Ежегодной церемонии «Девичник Teens Awards 2018»)[38]
- Выпуск EP-альбома «Тишина»[источник не указан 134 дня]
- Первый сольный концерт в московском клубе «16 тонн»[источник не указан 134 дня]

### 2019 год
- Выпуск EP-альбома «Высота» (#36 топ-чарта Apple Music в разделе поп-музыка)[источник не указан 134 дня]
- Первый сольный гастрольный тур: Санкт-Петербург (5 января), Нижний Новгород (31 марта), Самара (6 апреля), Оренбург (7 апреля), Уфа (8 апреля), Челябинск (9 апреля), Екатеринбург (10 апреля), Пермь (11 апреля), Москва (21 апреля)
- Выступление на фестивале «Маёвка Лайв» телеканала «Музыка Первого»[39]
- Выпуск четвёртого сольного авторского альбома «Разбитая гитара» (#35 топ-чарта Apple Music в разделе поп-музыка, #175 среди альбомов всех жанров)[источник не указан 134 дня]
- Третий сольный концерт в Москве[источник не указан 134 дня]

### 2020 год
- Победитель Nickelodeon Kids’ Choice Awards 2020 в номинации «Любимый российский музыкальный блогер»[40]
- Начало карьеры музыкального продюсера[источник не указан 134 дня]

### 2021 год
- Первый большой успех как музыкального продюсера — трек «Венера-Юпитер» в исполнении Вани Дмитриенко становится #1 в российском сегменте Apple Music, #1 Яндекс. Музыки, #1 чарта ВКонтакте, а также получает премию «Золотой граммофон»[источник не указан 134 дня]
- Открытие собственной музыкальной студии звукозаписи «Chill Studio»[источник не указан 134 дня]
- Выпуск пятого альбома — «Вечеринка без интернета»[источник не указан 134 дня]

### 2022 год
- Клиентами музыкальной студии «Chill Studio» становятся топовые блогеры и артисты, в том числе Гусейн Гасанов, MIA BOYKA, Хабиб, Джарахов, Ваня Дмитриенко, Диана Анкудинова, Мот, Natan, Анет Сай, Григорий Лепс, Жасмин, Escape, Idris & Leos, DAASHA, ASAMMUEL и другие[источник не указан 134 дня]
- 2 декабря выходит первый трек «Плачь» под новым сценическим именем Мартин[источник не указан 134 дня]

### 2023 год
- Сервис Яндекс Музыка включает песни Мартина в плейлист «Искра» с треками молодых артистов, быстро набирающих популярность в сервисе «Моя волна»[11]
- Количество ежемесячных слушателей Мартина на сервисе Яндекс Музыка в период с июня по ноябрь 2023 года вырастает с 50.000 до 600.000 человек[источник не указан 134 дня]
- Первый сольный концерт под новым сценическим именем[источник не указан 134 дня]

### 2024 год
- 16 февраля первый большой дуэт Мартин & Lovv66 с треком «холодом по спине» (# 49 место в чарте ВКонтакте)[источник не указан 134 дня]
- Второй сольный концерт под сценическим именем Мартин в концертном зале «Бумажная фабрика» (Москва)[источник не указан 134 дня]
- Первый сольный концерт под сценическим именем Мартин в клубе «Сердце» (Санкт-Петербург)[источник не указан 134 дня]
- 8 декабря выступление на разогреве у артиста «тринадцать карат» в МТС Live Холл[источник не указан 134 дня]

## Премии и номинации
| Год  | Премия                          | Категория                             | Результат | Ист.   |
| ---- | ------------------------------- | ------------------------------------- | --------- | ------ |
| 2020 | Nickelodeon Kids’ Choice Awards | Любимый российский музыкальный блогер | Победа    | [ 40 ] |